# Katharine Cullen
Katharine Cullen (Sydney, 1975. június 9. –) ausztrál színésznő. 

## Élete és pályafutása
Apja Max Cullen színész. Habár több filmben és tv-sorozatban is feltűnt, leginkább színházi szerepeiről vált ismertté. A McDonald College és az Ensemble Studios-nál tanult, Sydneyben. Számos ismert darabban szerepelt, mint például „Black Comedy”, „Humble Boy”, ”The Importance of Being Earnest” és A Vagina Monológok.
Az 1990-es évek elején főszerepet kapott A jövőből jött lány című ausztrál sorozatban és annak A holnap vége címet viselő folytatásában.
1985-ben háttérszínészként feltűnt a Mad Max 3. című filmben.